# Ilusión pato-conejo

Ilustración Conejo y pato, publicada en Fliegende Blätter, el 23 de octubre de 1892.
¿Pico o orejas?

La ilusión del pato y del conejo es una imagen ambigua, tan conocida como la del Jarrón de Rubin o la popular ilustración « ¿Mujer joven o anciana? ». Estos acertijos visuales no tienen una lectura unívoca, no tienen una única respuesta válida a la pregunta: ¿qué ves en esta imagen? Ambigüedad en lugar de univocación.
Así la ilusión pato-conejo se puede percibir como una cabeza de pato o como una cabeza de conejo, según la mirada, la edad, el contexto cultural o el estado de ánimo del espectador.

## Publicaciones
Este dibujo ambiguo fue publicado por primera vez en el semanario humorístico muniqués «Fliegende Blätter»(Hojas Voladoras) del 23 de octubre de 1892, sin comentario y sin nombrar al autor. El 19 de noviembre del mismo año este dibujo está reproducido en la revista norte-americana Harper's Weekley. El psicólogo Joseph Jastrow interpretó esta ilusión óptica en su libro Fact and Fable in Psychology.

## Su papel en la filosofía de Wittgenstein
La ilusión pato-conejo se hizo famosa a través la obra Investigaciones filosóficas del filósofo austriaco Ludwig Wittgenstein, publicada póstumamente en el año 1953.
En la Parte II de sus Investigaciones filosóficas, Filosofía de la psicología — Un fragmento, Wittgenstein, filósofo del lenguaje, explicó, por medio de este dibujo, los cambios de perspectiva, de aspectos ("Aspektwechsel" en alemán). Distinguió entre "ver algo constantemente" en contraste con "ver algo como", entre "visión constante" y "visón de aspectos":
«veo un pato» <> «ahora "lo veo como" un conejo». Conclusión: la verdad depende de diferentes puntos de vista, y del uso del lenguaje.
Hay personas que son incapaces de ver dos perspectivas de un mismo conjunto, los dos aspectos de una imagen ambigua. Para Wittgenstein esta incapacidad representaría un defecto, a una carencia, comparable al daltonismo o a la falta del oído absoluto. Para nombrar este defecto, el filósofo austriaco creó una nueva palabra en alemán: "Aspektblindheit" ("ceguera de aspectos").

## Su papel en la psicología
La psicología de la Gestalt examina por medio de esta imagen ambigua el fenómeno de la percepción multiestable de manera experimental, y la terapia Gestalt intenta de provocar un cambio de aspecto en la mente del paciente, por ejemplo, confrontandole a imágenes ambiguas: »Ahora veo el mundo de forma diferente!«

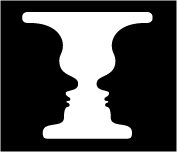
Jarrón de Rubin
¿Mujer joven o anciana?